# Álbum duplo

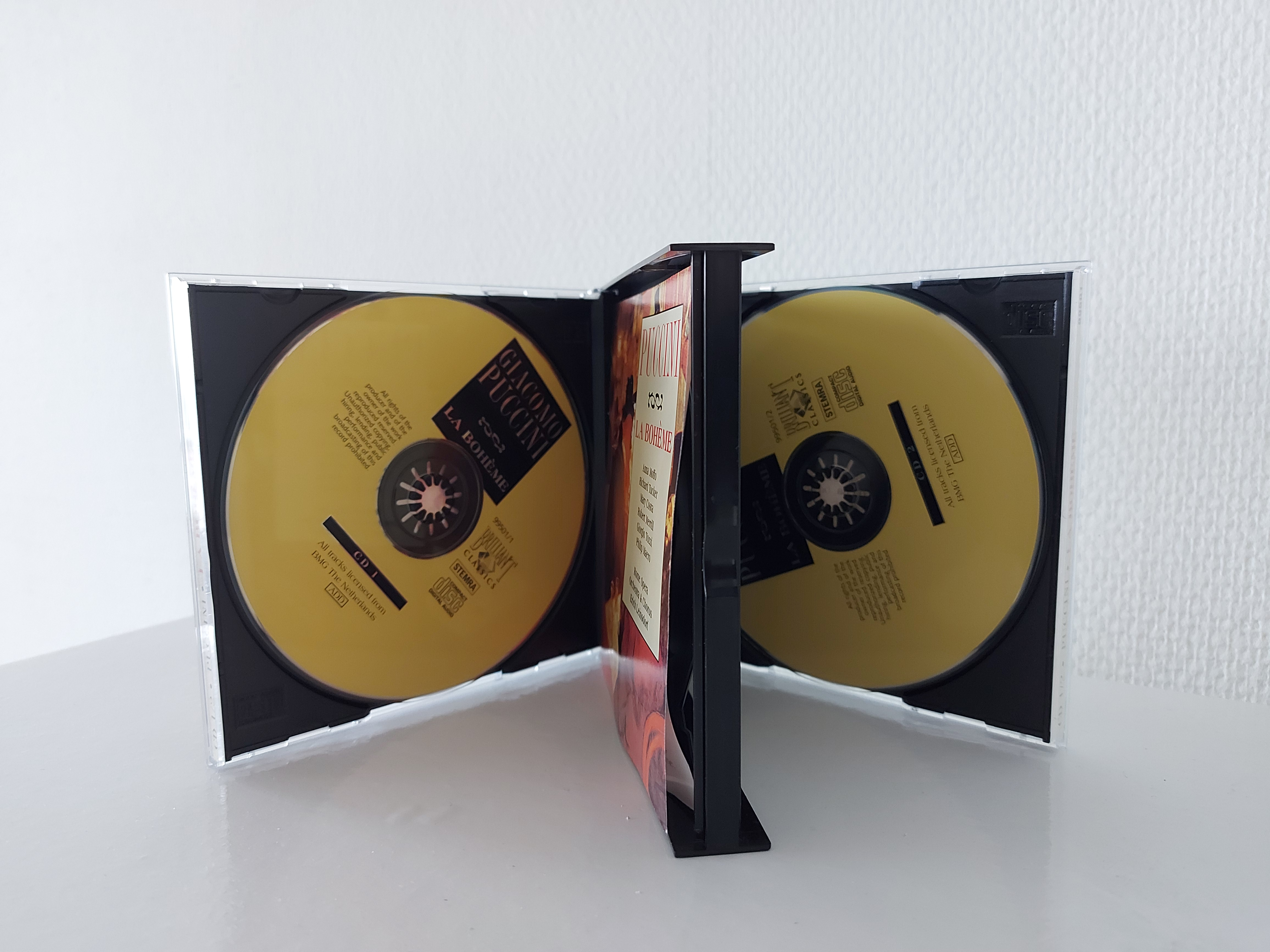
Um álbum duplo em disco compacto

Um álbum duplo (ou disco duplo) é um álbum de áudio que abrange duas unidades da mídia primária em que é vendido, normalmente discos ou discos compactos. Um álbum duplo é normalmente, embora nem sempre, lançado como tal porque a gravação é mais longa do que a capacidade do meio. Artistas muitas vezes pensam em álbuns duplos como sendo uma única peça artisticamente; no entanto, há exceções como Some Time in New York City de John Lennon (que consistia em um disco de estúdio e um álbum ao vivo embalados juntos) e Speakerboxxx/The Love Below de OutKast (efetivamente dois álbuns solo, um por cada membro da dupla). Desde o advento do disco compacto, os álbuns às vezes são lançados com um disco bônus com material adicional como suplemento ao álbum principal, com faixas ao vivo, outtakes de estúdio, músicas cortadas ou material não lançado mais antigo. Uma inovação foi a inclusão de um DVD de material relacionado com um CD, como vídeo relacionado ao álbum ou versões em DVD-Audio das mesmas gravações. Alguns desses discos também foram lançados em um formato de dois lados chamado DualDisc.
Dependendo da mídia utilizada, alguns lançamentos eram álbuns duplos em um formato e álbuns simples em outro. Por exemplo, um disco de gramofone (LP de vinil) consistindo em dois discos com menos de 80 minutos no total pode ser encaixado em um único disco compacto (CD) de comprimento padrão. Outras vezes, a ordem das faixas pode variar entre duas mídias diferentes, reorganizando as faixas em um meio, ou pode ser feito um uso mais eficiente do espaço; por exemplo, reduzir um álbum duplo em formato LP a uma única fita cassete.
Os mesmos princípios se aplicam ao álbum triplo, que compreende três unidades. Pacotes com mais de três unidades são geralmente chamados de box set.

## História

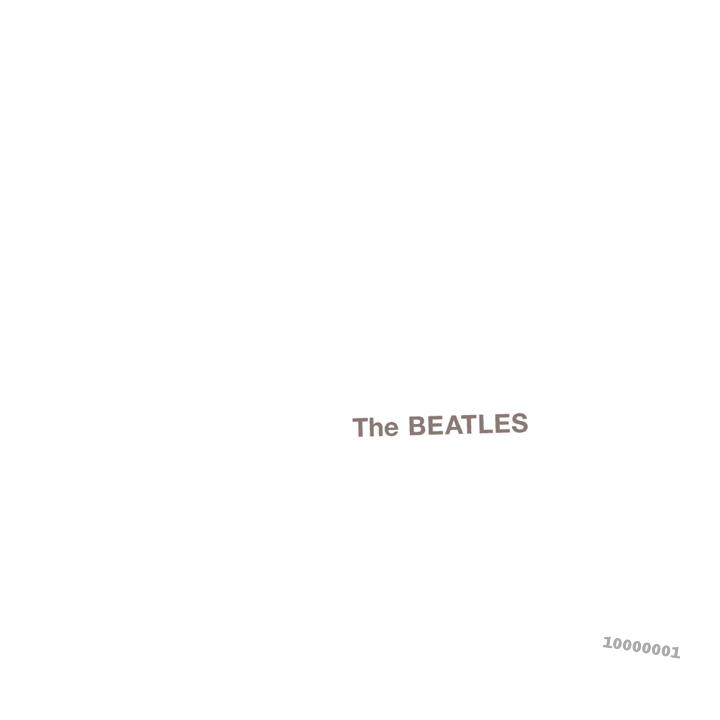
Capa para The Beatles (1968), coloquialmente conhecido como The White Album, um dos álbuns duplos mais vendidos de todos os tempos

### 1948 ao início dos anos 1970: discos de longa duração
A introdução do disco long-play ou LP em 1948 permitiu faixas mais longas ou maior número de faixas por disco, com aproximadamente 22 minutos de música por lado, totalizando 44 minutos. Apesar disso, as gravações de peças clássicas ou operísticas inteiras eram muitas vezes muito longas para um disco LP, portanto, álbuns de dois ou mais discos eram feitos. Como eram caros para fazer e vender, álbuns duplos e lançamentos de vários discos eram amplamente limitados a obras longas, como música clássica e, mais tarde, a gravações ao vivo e compilações. Um dos primeiros álbuns duplos ao vivo, e um dos primeiros álbuns duplos com música não clássica, foi The Famous 1938 Carnegie Hall Jazz Concert de Benny Goodman, uma gravação de concerto lançada em 1950 pela Columbia Records. Gravações em estúdio de óperas foram lançadas como álbuns duplos, triplos, quádruplos e quíntuplos desde a década de 1950.
À medida que os custos de gravação diminuíram ao longo do tempo e maior atenção foi dada ao álbum como uma peça artística, os álbuns duplos tornaram-se mais comuns. Um dos primeiros exemplos de gravações novas de estúdio é Ella Fitzgerald Sings the Cole Porter Song Book, de 1956. Blonde on Blonde de Bob Dylan, lançado em 20 de junho de 1966, é amplamente considerado um dos primeiros álbuns duplos da música popular com gravações originais completas do artista. Ele foi seguido apenas uma semana depois pelo álbum de estreia do Mothers of Invention, Freak Out!, que foi lançado em 27 de junho de 1966.
Nos anos seguintes, álbuns duplos originais de artistas pop e rock tornaram-se mais comuns, e muitas vezes foram lançados no auge da carreira dos artistas. Exemplos notáveis incluem o álbum homônimo de 1968 dos Beatles, Goodbye Yellow Brick Road de Elton John de 1973 e Physical Graffiti de Led Zeppelin de 1975. Além disso, a ascensão do rock progressivo na época, que geralmente envolve faixas complexas e longas semelhantes à música clássica, e álbuns conceituais muitas vezes tornavam necessário um segundo disco. O álbum duplo mais vendido de todos os tempos é The Wall, do Pink Floyd, de 1979 com mais de 30 milhões de cópias (60 milhões de unidades) vendidas em todo o mundo.

### Final dos anos 1970–1990: fitas cassete compactas e CDs
Na segunda metade da década de 1970, com o avanço da tecnologia, a fita cassete compacta da Philips começou a substituir os LPs como o formato de música pré-gravado dominante. As fitas permitiam um tempo maior de 30 a 45 minutos por lado, para um total de 60 a 90 minutos no total, dobrando a duração disponível para armazenamento de música. Em 1982, a Philips introduziu o disco compacto, com duração contínua de 74 minutos (mais tarde desenvolvido para ter 80 minutos). Os artistas podiam colocar muito mais em uma unidade, raramente excedendo o tempo de execução disponível em uma fita cassete ou CD, e os álbuns duplos se tornaram incomuns. O espaço extra também permitiu que muitos álbuns duplos anteriores fossem reeditados em um único disco: Blonde on Blonde, por exemplo, foi relançado em um único cassete e um único CD.
Apesar da maior duração, houve alguns problemas com a duração e a ordem das faixas dos álbuns, tanto reedições quanto novos lançamentos. The Beatles, originalmente lançado como um LP duplo, permaneceu dividido em duas unidades para as reedições em cassete e CD, com as faixas em uma ordem diferente no par de cassetes para garantir a mesma duração da fita. Enquanto isso, He's the DJ, I'm the Rapper, de 1988, do DJ Jazzy Jeff & The Fresh Prince, foi lançado em vinil e cassete. Com 85 minutos, o disco de vinil foi lançado como um álbum duplo, tornando-se o primeiro lançamento de LP de vinil duplo por artistas de hip hop, enquanto seu lançamento em CD único foi truncado em 13 minutos. Outros álbuns originalmente lançados como LPs duplos, como Incantations de Mike Oldfield (1978), My Spanish Heart de Chick Corea (1976) e Double Nickels on the Dime (1984) de The Minutemen, também foram encurtados para seus lançamentos em CD de 74 minutos, embora ambos tenham sido relançados posteriormente em sua totalidade quando CDs de 80 minutos ficaram disponíveis.
Embora não tão comum desde o advento desses formatos, principalmente para álbuns de estúdio, álbuns duplos continuaram a ser lançados, principalmente para gravações ao vivo, música clássica, trilhas sonoras e compilações, e vários álbuns de estúdio populares foram lançados como álbuns duplos nesses formatos nesta época, como Mellon Collie and the Infinite Sadness (1995) de Smashing Pumpkins e HIStory: Past, Present and Future, Book I (1995) de Michael Jackson, que vendeu mais de 20 milhões de cópias (40 milhões de unidades) em todo o mundo. No ano seguinte, Tupac Shakur se tornou o primeiro rapper a vender um álbum duplo globalmente com All Eyez on Me, tornando-se seu álbum mais vendido quando morreu em 1996.

## Sequenciamento
Com relação aos discos, a maioria dos conjuntos de álbuns duplos são organizados por sequenciamento manual, onde a ordem dos lados tocados é definida como em um único LP; Os lados um e dois são organizados lado a lado no primeiro disco, assim como três e quatro no segundo disco e assim por diante. No entanto, alguns lançamentos até a década de 1970 são otimizados para sequenciamento automático. Em um álbum duplo, isso teria os lados um e quatro em um disco e os lados dois e três no outro. Esse sequenciamento, usado anteriormente em álbuns multi-disco na era de 78rpm, permitia que o ouvinte tocasse todo o álbum duplo e só precisaria virar os discos uma vez, em comparação com o sequenciamento manual, onde o ouvinte teria que mudar de lado ou disco três vezes. O uso de sequenciamento automático declinou gradualmente durante a década de 1970, quando os gravadores automáticos caíram em desuso. Os toca-discos manuais de alta qualidade tornaram-se mais acessíveis e são frequentemente preferidos porque causam menos desgaste do disco.
Depois que uma empresa decidia pela sequência manual ou automática, a produção desse título geralmente ficava na mesma configuração indefinidamente. Exemplos notáveis de álbuns usando sequência automática incluem o lançamento da Reprise Records de 1968, Electric Ladyland, de The Jimi Hendrix Experience, que ainda era vendido em sequência automática até o final dos anos 80. Outros exemplos comuns incluem Frampton Comes Alive! por Peter Frampton, Songs in the Key of Life por Stevie Wonder, Quadrophenia por The Who e Bad Girls por Donna Summer.

## Sesquialbum
Existem apenas alguns exemplos de um sesquialbum (ou seja, um disco e meio).
Johnny Winter lançou o que seria o primeiro álbum de rock de três lados, Second Winter, em dois discos de 12 polegadas, com o outro lado do segundo disco em branco. Um concerto ao vivo gravado em 1976 por Keith Jarrett e seu quarteto, lançado como Eyes of the Heart pela ECM Records em 1979, o lançamento de Joe Jackson em 1986 Big World e Wowee Zowee de Pavement são outros exemplos disso.
Em 1975, o artista de jazz Rahsaan Roland Kirk lançou The Case of the 3 Sided Dream in Audio Color, que aparentemente tinha apenas três lados, mas em uma inspeção mais próxima, havia um pequeno número de ranhuras pressionados no lado quatro com alguns trechos de conversas curtas "ocultas"; a reedição do CD inclui todos eles.
Em 1982, Todd Rundgren e sua banda lançaram o álbum auto-intitulado Utopia com um LP completo de 10 músicas e um segundo disco de 12 polegadas com cinco faixas bônus, a mesma formação em cada lado.
O álbum Matching Tie and Handkerchief do Monty Python foi originalmente lançado com duas ranhuras concêntricas com programas diferentes no segundo lado, mas isso foi feito por razões cômicas e não práticas. A edição de vinil de 2019 do Monty Python Sings (again) é composta por dois discos, com o outro lado do segundo disco apresentando arte exclusiva do 50º aniversário do Monty Python.
The Stranglers, Elvis Costello e The Clash (entre outros artistas dos anos 1970/80) às vezes lançavam as primeiras prensagens de seus álbuns com material extra em um single de 45RPM. The Sunlandic Twins de Of Montreal apresenta um terceiro lado oficialmente chamado de "bonus EP ", essencialmente oferecendo uma definição alternativa de um EP, um único lado de 33+1⁄3RPM em vez de um disco de 45RPM de dois lados.
O álbum de 1992 de Julian Cope, Jeovákill, continha três lados, ou "fases", com um quarto lado gravado a laser que não era tocável, o que também ocorreu com os lançamentos em vinil da banda norueguesa Motorpsycho de Motorpsycho presents The International Tussler Society e Heavy Metal Fruit, e o álbum Familiar de 2014 do Excepter (o terceiro lado, com apenas uma faixa, sendo mais curto).
A banda de Seattle Alice in Chains lançou seus dois primeiros EPs, Jar of Flies e Sap em dois discos de vinil em 1994, com três lados em vinil, enquanto o quarto lado continha uma gravação a laser do logotipo do Alice in Chains. A prensagem em vinil do álbum The Black Parade do My Chemical Romance também tem três lados de conteúdo, com o lado quatro sendo uma gravação a laser de uma parte da arte do álbum de edição limitada.
Three Sides Live de Genesis, Alive II de Kiss, Live and More de Donna Summers e Caught Live Plus 5 de Moody Blues são exemplos de álbuns duplos com três lados de gravações ao vivo (ou seja, um álbum e meio) e um lado de gravações de estúdio.
As reedições em vinil de dois álbuns do The Tragically Hip, Trouble at the Henhouse e Music @ Work, estão em dois discos, mas o quarto lado está em branco.

## Álbum triplo
Entre os primeiros álbuns triplos de sucesso (ou discos triplos) estavam Woodstock: Music from the Original Soundtrack and More, lançado em 15 de agosto de 1970, e All Things Must Pass de George Harrison, lançado em 27 de novembro de 1970. Um álbum triplo pode ser ao vivo, como The Last Waltz de The Band (1978) e How the West Was Won (2003) de Led Zeppelin; ou uma compilação do trabalho de um artista, como a antologia retrospectiva de Stevie Wonder, Looking Back. O álbum ao vivo do Yes, Yessongs, foi feito um álbum triplo devido à inclusão de muitas das composições mais longas da banda. Com o maior tempo disponível em disco compacto, muitos álbuns que abrangeram três discos de vinil são capazes de caber em dois discos compactos (um exemplo sendo The Fragile de Nine Inch Nails).
Álbuns triplos são lançados em vários gêneros, incluindo punk com Sandinista! do The Clash; rock alternativo com 06/11/00 – Seattle, Washington do Pearl Jam; e pop mainstream com Emancipation do Prince.
Trilogy: Past Present Future, de Frank Sinatra, foi originalmente lançado como um conjunto de três LPs em 1980. As prensagens de discos compactos do álbum combinam o vinil triplo em dois CDs, com "Past" e "Present" ocupando o primeiro disco.
O primeiro álbum triplo de hip-hop foi American Hunger pelo artista de rap de Nova York MF Grimm, lançado em 2006. Ele contém 20 músicas em cada disco.
O terceiro álbum de estúdio cancelado do artista de hip hop americano Lupe Fiasco, LupEND, teria sido um álbum triplo, composto por discos intitulados "Everywhere", "Nowhere" e "Down Here". O álbum de 2010 de Joanna Newsom, Have One on Me, é um álbum triplo; devido à duração incomum das músicas, há apenas seis faixas em cada disco.
Escalator over the Hill, ópera jazz de Carla Bley (letra de Paul Haines), foi originalmente lançada em 1971 como um álbum triplo em uma caixa que continha também um livreto com letras, fotos e perfis dos músicos.
The Great Concert of Charles Mingus de Charles Mingus foi gravado em 1964 e lançado em 1971.
O álbum de compilação de The Weeknd, Trilogy, foi lançado como um álbum triplo em 2012, compreendendo suas aclamadas mixtapes de 2011 House of Balloons, Echoes of Silence e Thursday.
O álbum de 2013 do The Knife, Shaking the Habitual, está distribuído em três LPs e dois CDs, com uma hora e quarenta minutos de duração. (Embora exista uma edição de disco único omitindo a faixa de 19 minutos, "Old Dreams Waiting To Be Realized").
O álbum de 2015 do Swallow the Sun, Songs from the North I, II & III,é dividido em Gloom, Beauty e Despair. No total, cada disco não contém mais de 8 faixas e não menos de 40 minutos.
Em abril de 2021, Eric Church lançou um conjunto triplo de álbuns, Heart & Soul. Cada álbum Heart, &, e Soul, foi lançado separadamente, & sendo um lançamento exclusivo em vinil.
A Blue October está lançando um álbum triplo Spinning The Truth Around, mas lançando cada parte separadamente à medida que é finalizado, com a primeira parcela chegando em outubro de 2022.

## Box set
Quando os álbuns excedem o formato de álbum triplo, eles geralmente são chamados de box set. Normalmente, álbuns compostos por quatro ou mais discos são compilações ou gravações ao vivo, como In a Word: Yes (1969–) e Chicago at Carnegie Hall, respectivamente.
Álbuns de estúdio com mais de três discos são muito raros. Exemplos notáveis incluem:
- Álbum conceitual de estúdio de quatro discos do cantor francês Léo Ferré chamado L'Opéra du pauvre (1983)
- O compositor e guitarrista Frank Zappa propôs Läther como um álbum de estúdio/ao vivo de quatro discos em 1977. O projeto chegou até as prensagens de teste na época e só seria lançado postumamente como um CD triplo (e caixa de vinil apenas para o Japão) em 1996.
- Pan Sonic com um álbum de estúdio de quatro discos chamado Kesto (234.48:4) (2004)
- Esham lançou um box de quatro discos em 2006, que foi um relançamento de seu álbum de 1992, Judgment Day.
- O cantor e compositor britânico Chris Rea com seu conjunto de 11 discos Blue Guitars (2006)
- Guitarrista avant-garde Buckethead com seu conjunto de 13 discos In Search of The (2007)

## Lançamentos simultâneos
Alguns artistas lançaram dois ou mais álbuns distintos, mas relacionados simultaneamente (ou quase simultaneamente), que podem ser vistos juntos como um álbum duplo.Wow/Grape Jam (lançado em 1968) de Moby Grape é um dos primeiros exemplos. Outros incluem:
- Use Your Illusion I e II de Guns N' Roses (1991) (Na verdade, ambos eram álbuns duplos em si)
- A Gift from a Flower to a Garden de Donovan (1967), um dos primeiros lançamentos de box set do rock, composto por dois álbuns, Wear Your Love Like Heaven e For Little Ones.
- Joe's Garage, Acts I, II & III de Frank Zappa (1979) (Act I foi lançado em setembro de 1979, Act II e Act III foram lançados como um álbum duplo em novembro do mesmo ano, todos os três atos foram posteriormente reeditados como um álbum triplo em 1987)
- Planeta 1, Planeta 2 (2008) e Planeta 3 do Basement Jaxx (2009) (Gravado nas mesmas sessões, mas lançado com meses de diferença)
- Scars and Zephyr de Basement Jaxx (2009) (Gravado nas mesmas sessões, mas lançado com meses de diferença)
- The Way We Walk, Volume One: The Shorts (1992) e The Way We Walk, Volume Two: The Longs (1993) de Genesis (o segundo gravado em sua turnê We Can't Dance de 1992. O disco um apresenta versões ao vivo de seus singles de sucesso; O disco dois apresenta versões ao vivo de suas partes mais longas do álbum)
- Trilogiar¡Uno!, ¡Dos!, ¡Tré! do Green Day (2012) (Gravado nas mesmas sessões, mas lançado com meses de intervalo)
- House of Gold & Bones – Parte 1 do Stone Sour (2012) e House of Gold & Bones – Parte 2 (2013) (Gravado nas mesmas sessões, mas lançado com meses de intervalo)
- Human Touch  e Lucky Town de Bruce Springsteen(1992)
- Mezmerize and Hypnotize de System of a Down (2005) (Gravado nas mesmas sessões, mas lançado com meses de intervalo)
- The 20/20 Experience e The 20/20 Experience – 2 de 2 de Justin Timberlake (2013) (Gravado nas mesmas sessões, mas lançado com meses de diferença)
- Blood Money e Alice de Tom Waits (2002)
- I'm Wide Awake, It's Morning e Digital Ash in a Digital Urn de Bright Eyes (2005)
- Load and ReLoad de Metallica (1996/1997) (Originalmente concebido como um álbum duplo, antes de ser lançado separadamente)
- The New Game  (2008) e álbum auto-intitulado de Mudvayne (2009) (Originalmente concebido como um álbum duplo em um ponto antes de ser lançado como álbuns separados com anos de diferença, embora tenham sido gravados ao mesmo tempo)
- Sweat e Suit de Nelly (2004)
- Kid A e Amnesiac do Radiohead (2000/2001) (Gravado nas mesmas sessões e considerado para lançamento como um álbum duplo em um ponto[12])
- Singular: Act I e Singular: Act II de Sabrina Carpenter (2018/2019) (Gravado nas mesmas sessões, mas lançado com meses de diferença)
- Controlling Crowds e Controlling Crowds Part IV do Archive foram ambos lançados em 2009. O último álbum serve como uma expansão para as partes I–III, nas quais as faixas do primeiro álbum são divididas. Um pacote contendo ambos os álbuns também foi vendido.
- The Afterman: Ascension e The Afterman: Descension de Coheed and Cambria (2012/2013) (Gravado nas mesmas sessões, mas lançado com meses de diferença)
- Microcastle e Weird Era Cont. de Deerhunter (2008) (Weird Era Cont. foi gravado em resposta ao vazamento de Microcastle online com meses de antecedência; os dois álbuns foram lançados como um CD duplo; Microcastle também foi um lançamento separado)
- Niggas on the Moon (2014) e Jenny Death de Death Grips (2015) (Ambos foram gravados no mesmo ano, mas lançados simultaneamente nove meses após o lançamento de Niggas on the Moon em seu álbum duplo, The Powers That B)
- Future e Hndrxx do Future (2017) (lançado com uma semana de intervalo)
- The Best Collection I e II de Hurd (1997) (Gravado nas mesmas sessões)
- Bizaar and Bizzar de Insane Clown Posse(2000)
- This Is How It Should Be Done and Bass: The Final Frontier de DJ Magic Mike (1993)[13][14]
- Bath e Leaving Your Body Map de maudlin of the Well (2001)
- Deliverance and Damnation de Opeth (2002/2003) (Gravado nas mesmas sessões, mas lançado com meses de intervalo)
- Juggernaut: Alpha e Juggernaut: Omega de Periphery (2015)
- Sons and Fascination/Sister Feelings Call de Simple Minds (1981) (Originalmente concebido dois álbuns separados, antes de lançado como um)
- Ambos os álbuns homônimos do Red House Painters de 1993 (muitas vezes chamados Rollercoaster e Bridge, respectivamente) foram inicialmente criados com a intenção de lançar um álbum duplo, mas foram lançados separadamente com cerca de cinco meses de intervalo.
- Prayers For The Damned, Vol. 1 e Prayers For The Blessed, Vol. 2 de Sixx: AM (Gravado nas mesmas sessões, mas lançado com meses de intervalo)
- Folklore e Evermore de Taylor Swift (ambos escritos e gravados durante o confinamento do COVID-19 de 2020 e lançados com meses de intervalo)
- KG e LW de King Gizzard & the Lizard Wizard (2020/2021)
- Ghosts V: Together e Ghosts VI: Locusts de Nine Inch Nails (lançado no mesmo dia: 26 de março de 2020)